# Carne Beacon

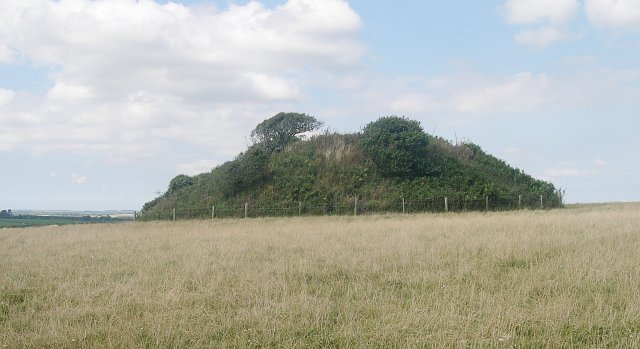
Carne Beacon

Carne Beacon (auch Veryan Barrow genannt) liegt in der Nähe der Churchtown Farm, südlich von Veryan und nördlich von Carne auf der Roseland Peninsula in Cornwall in England. Carn Beacon gilt als der größte bronzezeitliche Grabhügel Englands. Er ist 6,0 Meter hoch und hat etwa 36,0 m Durchmesser. 
Gemäß einer Legende, die der Antiquar John Whittaker in seinem Werk The Ancient Cathedral of Cornwall (deutsch „Die alte Kathedrale von Cornwall“) erwähnt, wurde ein König der Dark-Ages im 6. Jahrhundert n. Chr. in einem goldenen Boot mit silbernen Rudern in dem Hügel begraben. Das Boot war von Dingerrin über die Gerrans Bay gerudert worden und hatte die Leiche des Königs Gerrenius oder Gerontius (englisch Geraint of Dumnonia) von Devon gebracht, der dort um 555 n. Chr. (nach anderen Angaben 710 n. Chr.) gestorben war. Es gab offenbar auch einen St. Geraint oder Gerran, der ungefähr zur gleichen Zeit lebte und die Vorgängerkirche von St Gerrans-in-Roseland gründet haben soll. So sind die beiden Heiligen Gerrenius und Geraint wohl ein und dieselbe Person. 
Im Jahr 1855 wurde der Hügel ausgegraben und eine Steinkiste zusammen mit Asche, verbrannten Knochen und Holzkohle gefunden. Die Kiste dürfte aus der Bronzezeit stammen. Nördlich des Grabhügels befinden sich die Reste einer eisenzeitlichen Struktur, die als „Veryan-Rounds“ bekannt ist.